# Maximiliansau
Maximiliansau is een plaats in de Duitse gemeente Wörth am Rhein, deelstaat Rijnland-Palts, en telt 7200 inwoners.